# Shamell Stallworth
Shamell Jermaine Stallworth (Fresno, 7 settembre 1980) è un cestista statunitense naturalizzato brasiliano.

## Palmarès
- Campionato croato: 1

Zara: 2007-08
- FIBA Americas League: 1

Pinheiros: 2013
- Liga Sudamericana: 1

Mogi das Cruzes: 2016